# 클릭 사기
클릭사기( - 詐欺, 영어: click fraud)는 광고 링크의 관심 여부에 관계 없이 클릭 수를 늘릴 목적으로 사람이나 자동화된 스크립트, 컴퓨터 프로그램이 웹 브라우저의 적법한 사용자가 광고를 클릭하는 것처럼 모방시킴에 따른 인터넷 범죄의 일종으로, 클릭당 지불 온라인 광고에서 발생한다.

## 같이 보기
- 클릭당 지불(PPC)
- 클릭 농장